# Bruce Lee and Kung Fu Mania
Bruce Lee and Kung Fu Mania es un documental de acción de 1992, dirigido por Sandy Oliveri, que también estuvo a cargo del guion y además fue uno de los productores, entre ellos Walt Missingham, el elenco está compuesto por Bruce Lee, Jackie Chan, David Chiang y Chuck Norris, entre otros. Esta obra fue realizada por Film Shows Inc..

## Sinopsis
Una mirada a las artes marciales en la pantalla grande, dando a conocer varias de las mejores escenas de las décadas de 1970 y 1980.